# Rezoluția 1414 a Consiliului de Securitate al ONU
Rezoluția 1414 a Consiliului de Securitate al Organizației Națiunilor Unite, adoptată fără vot la 23 mai 2002, după examinarea cererii de aderare a Republicii Democrate Timorul de Est (Timor-Leste) și cercetarea raportului întocmit de Comitetul pentru admiterea de noi membri, a recomandat Adunării Generale admiterea Timorului de Est ca stat membru al Organizației Națiunilor Unite.

## Efect
Adunarea Generală a admis Timorul de Est ca al 191-lea stat membru al Organizației Națiunilor Unite la 27 septembrie 2002, prin Rezoluția 57/3.